# Շ
Das Ša (Շ und շ) ist der 23. Buchstabe des armenischen Alphabets. Der Buchstabe stellt den Laut [⁠ʃ⁠] dar und wird im Deutschen mit dem Trigraphen Sch transkribiert.
Es ist dem Zahlenwert 500 zugeordnet. 

## Zeichenkodierung
Das Ša ist in Unicode an den Codepunkten U+0547 (Großbuchstabe) bzw. U+0577 (Kleinbuchstabe) zu finden.